# Seehof (Iphofen)
Seehof (mainfränkisch: Seehouf) ist ein Gemeindeteil der Stadt Iphofen im unterfränkischen Landkreis Kitzingen. Seehof liegt in der Gemarkung Hellmitzheim.

## Geografische Lage
Die Einöde liegt im Nordosten des Iphöfer Gemeindegebiets. Nördlich befindet sich ein ausgedehntes Waldgebiet. Dort werden die Wüstungen Mönchshütte und Schnackenbach verortet. Die Bundesstraße 8 führt nach Enzlar (2,3 km östlich) bzw. nach Possenheim (2 km westlich). Bei Seehof steht eine Linde, die als Naturdenkmal ausgezeichnet ist.

## Geschichte
Der Ortsname verweist auf die natürlichen Begebenheiten in der Umgebung des Hofes. Vermutlich handelt es sich um den Hof bei den Fischweihern. Ob der Volksmund oder die herrschaftlichen Erbauer den Namen prägten, ist unklar. Die Weiher wurden beim Bau der Bundesstraße 8 zugeschüttet. Die Herren von Rechteren-Limpurg ließen das Anwesen im Jahr 1790 errichten. Noch 1834 war es im Besitz der Herrschaft. Mehrere Flurnamen verweisen auf den Hof.
Mit dem Gemeindeedikt (frühes 19. Jahrhundert) wurde Seehof dem Steuerdistrikt Hellmitzheim und der Ruralgemeinde Hellmitzheim zugeordnet. Im Zuge der Gebietsreform in Bayern wurde Seehof am 1. Januar 1972 nach Iphofen eingegliedert.

### Ehemaliges Baudenkmal
- Gutshaus. Langgestrecktes erdgeschossiges Wohnstallhaus, unter dem südlichen Wohnteil mit Tonnengewölbe unterkellert. Hausteinrahmen der Tür mit Oberlicht, im Schlussstein bezeichnet „1790“. Satteldach gegen die dreiachsige Giebelfront abgewalmt; an den Kanten geknickte Lisenen aus Quadern.[10]

### Einwohnerentwicklung
| Jahr      | 001818 | 001840 | 001861 | 001871 | 001885 | 001900 | 001925 | 001950 | 001961 | 001970 | 001987 |
| Einwohner | 7      | 9      | 4      | 9      | 6      | 5      | 5      | 12     | 6      | 10     | 6      |
| Häuser    | 1      | 1      |        |        | 1      | 1      | 1      | 1      | 1      |        | 2      |
| Quelle    | [ 7 ]  | [ 12 ] | [ 13 ] | [ 14 ] | [ 15 ] | [ 16 ] | [ 17 ] | [ 18 ] | [ 19 ] | [ 20 ] | [ 1 ]  |

## Religion
Seehof ist evangelisch-lutherisch geprägt und nach Hellmitzheim gepfarrt.